# Joke de Korte
Johanna Catharina de Korte, més coneguda com a Joke de Korte   (Rotterdam, 18 d'agost de 1935) és una nedadora neerlandesa, ja retirada, especialista en esquena, que va competir durant les dècades de 1940 i 1950.
El 1952 va prendre part en els Jocs Olímpics d'Estiu de Hèlsinki, on fou quarta en els 100 metres esquena del programa de natació. Tot i ser seleccionada, no va poder disputar els Jocs de Melbourne de 1956 pel boicot dels Països Baixos.
En el seu palmarès destaquen dues medalles de plata al Campionat d'Europa de natació de 1954, en els 100 metres esquena i els 4x100 metres lliures, formant equip amb Loes Zandvliet, Hetty Balkenende i Geertje Wielema.
Es va retirar el 1957. El 2003 va ser nomenada membre de l'Ordre d'Oranje-Nassau.